# Gino Cremonini
Gino Cremonini (Senigallia, 22 febbraio 1911 – Senigallia, 18 aprile 1975) è stato un imprenditore e dirigente sportivo italiano.

## Biografia
Nacque da famiglia nobiliare ferrarese. Il padre Giovanni era appaltatore daziario e si era stabilito a Senigallia sul finire del diciannovesimo secolo mentre la madre Maria Ridolfi era di San Severino Marche. Era cugino del deputato Manlio Cremonini e pronipote del pittore piemontese Ernesto Pochintesta.
Fu cadetto presso il Nobile Collegio Nazionale Nolfi di Fano e quindi si laureò in Scienze Economiche. Nel 1940 si arruolò volontario e servì come tenente nel Regio Esercito alla difesa dell'aeroporto di Comiso. Dopo l'8 settembre 1943 si spostò a Bari e si mise a disposizione del Governo del Sud, riprendendo la sua attività di appaltatore di imposte.
Svolse la sua attività di appaltatore daziario in qualità di presidente e consigliere delegato di diverse società tra le quali la Giovanni Cremonini Appalto Dazi, fondata dal padre nella seconda metà dell' 800, e la Società Anonima Per la Riscossione delle Imposte di Consumo (SAPRIC) SpA, di proprietà della famiglia sin dal 1935. 
Fu consigliere comunale del Comune di Senigallia nel quinquennio 1951-56.

## Attività dirigenziale sportiva
Appassionato di sport fin dalla gioventù, durante la quale aveva praticato varie discipline tra cui la scherma presso il Collegio Nolfi, fu dirigente e poi presidente della Vigor Senigallia negli anni '50.
Ricoprì la carica di presidente del Circolo Tennis di Senigallia (in seguito Circolo Tennis G. Cremonini) dal 1965 al 1975 e fu l'ideatore, coadiuvato dall'avv. Michele Brunetti, del Torneo Internazionale di Senigallia che si disputò dal 1965 al 1973, richiamando diverse nazionali di Coppa Davis, e che fu inserito nel 1971 nel Pepsi-Cola Grand Prix, divenendo una delle tappe del Mondiale di Tennis.
Fu inoltre tra i fondatori e finanziatori della squadra di Tennistavolo senigalliese (in seguito centro olimpico), di cui tenne anche la presidenza. Fu quindi presidente onorario della Accademia Pugilistica Senigalliese.
Servì poi in qualità di presidente regionale per le Marche della Federazione Italiana Tennis.

## Attività filantropica
Fu presidente della sezione senigalliese dell'UNITALSI e nel 1956 fu tra i fondatori del Rotary Club di Senigallia.